# راب استایلس
 مایک رایلی  (به انگلیسی: Rob Styles) (زاده ۲۱ آوریل ۱۹۶۴) داور سابق اهل انگلستان است.
وی داوری را از دهه ۱۹۸۰ شروع کرده و از سال ۲۰۰۲ تا ۲۰۰۹ میلادی در لیست داوران فیفا قرار داشته‌است.